# Rhinella abei
Espèce
Synonymes
- Bufo abei Baldiserra, Caramaschi & Haddad, 2004

Statut de conservation UICN

 LC  : Préoccupation mineure
Rhinella abei est une espèce d'amphibiens de la famille des Bufonidae.

## Répartition
Cette espèce est endémique du Sud du Brésil. Elle se rencontre dans la forêt atlantique en dessous de 1 000 m d'altitude dans la Serra do Mar et la Serra Geral :
- dans le sud-est de l'État du Paraná ;
- dans l'est de l'État de Santa Catarina ;
- dans le nord-est de l'État du Rio Grande do Sul.

## Description

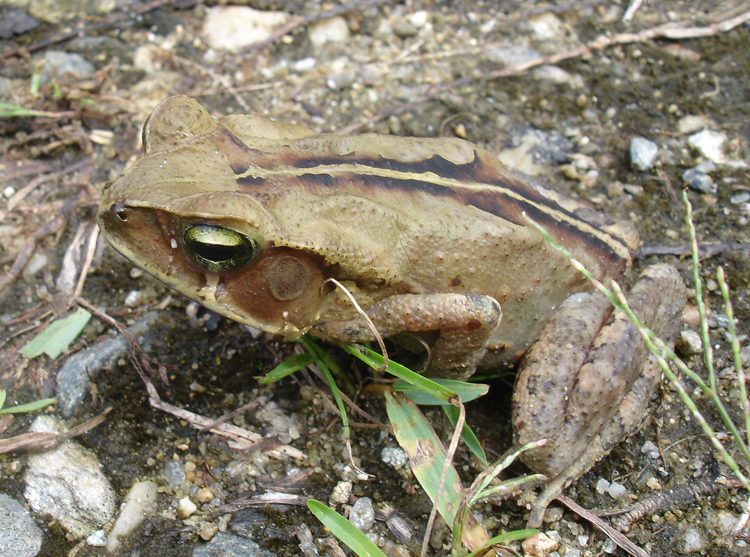
Rhinella abei

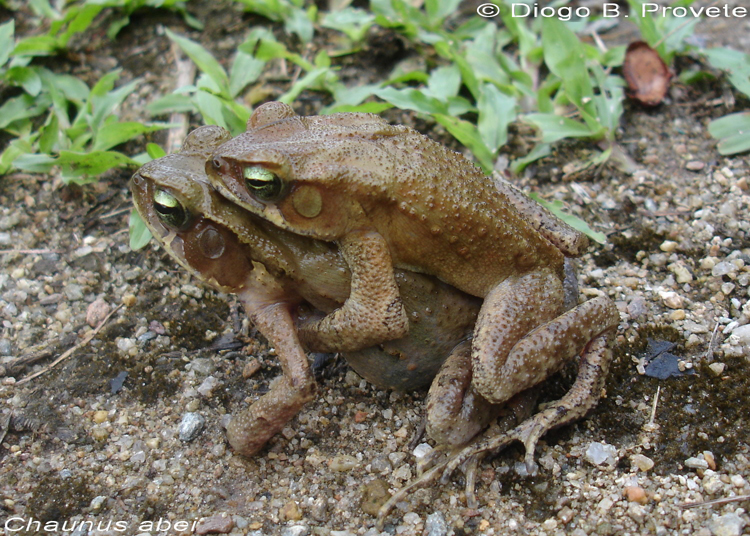
Rhinella abei amplexus

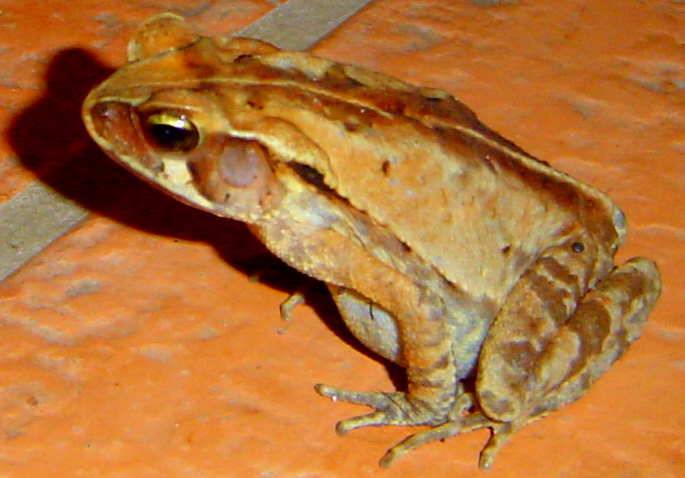
Rhinella abei

Les mâles mesurent de 57,0 à 76,4 mm et les femelles de 60,4 à 83,9 mm.

## Étymologie
Cette espèce est nommée en l'honneur d'Augusto Shinia Abe.

## Publication originale
- Baldissera, Caramaschi & Haddad, 2004 : Review of the Bufo crucifer species group, with descriptions of two new related species (Amphibia, Anura, Bufonidae). Arquivos do Museu Nacional, Rio de Janeiro, vol. 62, no 3, p. 255-282 (texte intégral).